# Betsi Cadwaladr
Betsi Cadwaladr (24 de mayo de 1789 – 17 de julio de 1860), también conocida como Beti Cadwaladr y como Betsi Davis, trabajó como enfermera en la Guerra de Crimea junto a Florence Nightingale, si bien sus diferencias sociales fueron objeto de constante enfrentamiento entre ambas. Actualmente, su nombre se asocia a la Junta Universitaria de Sanidad Betsi Cadwaladr (en galés: Bwrdd Iechyd Prifysgol Betsi Cadwaladr), la organización sanitaria más grande de Gales. En 2016 fue nombrada una de "los 50 galeses más grandes de todos los tiempos", por delante de otros galeses destacados como el cantante Tom Jones, el actor Anthony Hopkins, T.E. Lawrence e Ivor Novello.

## Biografía
Elizabeth "Betsi" Cadwaladr nació en 1789 en Llanycil, cerca de Y Bala, Gales, hija del pastor metodista Dafydd Cadwaladr. Tenía 15 hermanos.  Creció en la granja de Pen Rhiw, Llanycil, y su madre falleció cuando ella solo tenía cinco años. Poco después de ello, Thomas Charles, un párroco metodista calvinista galés, famoso por haberle dado una copia de la Biblia a la célebre Mary Jones, también le obsequió un ejemplar a Cadwaladr, algo que ella aceptó con entusiasmo, pues sentía que su vida volvía a tener un propósito.

## Primeros trabajos
Cadwaladr consiguió empleo local como sirvienta en Plas yn Dre, donde aprendió labores domésticas, a hablar inglés y a tocar el arpa triple. No obstante, no se encontraba a gusto allí, y a los 14 años se escapó por la ventana de su habitación usando sábanas que había amarrado. Tras ese incidente, decidió dejar Y Bala. Consiguió trabajo como empleada doméstica en Liverpool. En algún momento de su vida cambió su apellido a Davis porque era fácil de pronunciar, aunque algunas fuentes sugieren que Elizabeth Davis era su nombre de nacimiento. Más tarde regresaría a Gales, pero huiría a Londres, donde vivía una hermana, para evitar contraer matrimonio. En Londres tuvo su primer contacto con el teatro, algo que le despertó mucho interés.
Tuvo la oportunidad de viajar alrededor del mundo con su sueldo de sirvienta y asistenta. Viajar se convertiría en una de sus grandes pasiones. Estuvo en Francia durante la batalla de Waterloo y tuvo oportunidad de visitar el campo de batalla, donde le conmovió la situación en la que se encontraban los heridos. En 1820, con 31 años, regresó a Y Bala, sitio que ahora consideraba "aburrido", por lo que consiguió trabajo como sirvienta de un capitán de barco y viajó durante años, visitando lugares como América del Sur, África y Australia. En ocasiones interpretaría obras de Shakespeare a bordo, y conoció a personajes ilustres tales como William Carey, el misionero, y Reginald Heber, el escritor del himno. Por entonces, Cadwaladr carecía de entrenamiento como enfermera. Sin embargo, tuvo que atender a varios enfermos en el barco y en más de una ocasión tuvo que hacer de partera. Pese a su terquedad e independencia, la propia Cadwaladr reconocería más tarde que durante sus viajes en barco recibió ofertas de matrimonio de al menos 20 hombres.

## Trabajo como enfermera

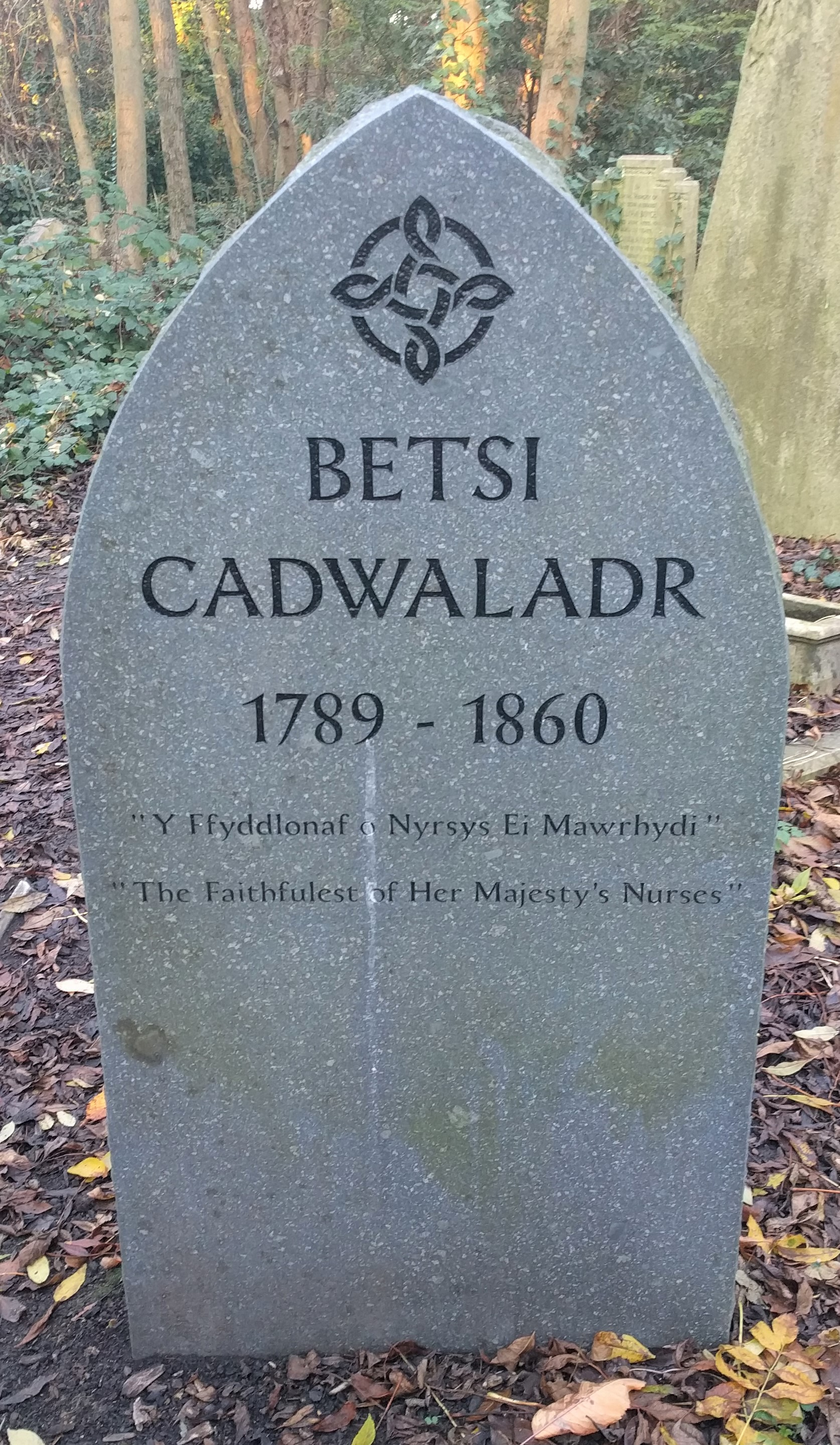
Lápida puesta en su tumba en 2012.

Nada más regresar a Reino Unido, decidió aprender el oficio de enfermera en Guy's, un hospital de Londres. Como parte de su entrenamiento, a los 65 años se unió al servicio militar de enfermería con el objetivo de trabajar en Crimea, pese a que su hermana Bridget intentó disuadirla en varias ocasiones. Florence Nightingale, que provenía de la clase alta, no quería que Cadwaladr, galesa de clase obrera, fuera a Crimea, argumentando que si lo hacía sería en contra de su voluntad y que Betsi sería derivada a otro supervisor. Betsi respondió, "¿Cree usted que soy un perro o un animal para transferirme? Tengo voluntad propia." La opinión de Nightingale sobre los galeses estaría relacionada con la publicación de tres informes – los conocidos «libros azules» – en los que se describía a los galeses como faltos de educación básica y moralidad.
Cadwaladr fue destinada a un hospital de Selimiye en Turquía, gestionado por Florence Nightingale. Cadwaladr trabajó allí durante algunos meses pero hubo enfrentamientos constantes entre ambas; las dos venían de diferentes clases sociales y había una brecha generacional de 31 años entre ambas. Nightingale insistía en la aplicación de las reglas y en la burocracia, algunas de las cuales imponía ella; además, era también una conocida estadística. Cadwaladr a menudo sorteaba algunas reglas para reaccionar de forma más intuitiva a las necesidades de los soldados heridos en combate. Si bien Nightingale no tuvo reparos a la hora de reconocer el trabajo de Cadwaladr y los avances que esta hizo para mejorar las condiciones antihigiénicas del establecimiento, las discusiones constantes entre las dos llevaron a que Cadwaladr, ahora mayor de 65 años, decidiera dejar el hospital por iniciativa propia, para establecerse en primera línea de Balaklava. Allí, además de su trabajo como enfermera y de supervisar las cocinas del cuartel, volvería a ser el centro de atención por sus peleas con la burocracia para asegurarse de que las provisiones necesarias llegaran a tiempo. Nightingale visitó Balaklava en dos oportunidades, y al ver las mejoras introducidas por los métodos de Cadwaladr, le dio el reconocimiento que merecía.

## Muerte
Las condiciones en Crimea terminaron por pasarle factura a Cadwaladr, cuya salud se había deteriorado a raíz del cólera y la disentería. Regresó a Reino Unido en 1855, un año antes de que acabara la guerra. Vivió en Londres, de nuevo en casa de su hermana, y aprovechó para escribir su autobiografía. Falleció en 1860, cinco años después de su regreso, y sus restos recibieron sepultura en la zona de indigentes del cementerio de Abney Park en el norte de Londres. Una nueva placa conmemorativa se erigió en su tumba en agosto de 2012.

## Obra
- Autobiography of Elizabeth Davis, 1857. Reeditada como Betsy Cadwaladyr: A Balaclava Nurse. Honno, 2015. ISBN 9781909983274
- Hart, JT (1971). "The Inverse Care Law". Lancet. 1: 405–12. doi:10.1016/s0140-6736(71)92410-x.